# Clean, Shaven
Clean, Shaven är en amerikansk film från 1994 regisserad av Lodge Kerrigan. Filmen handlar om Peter Winter (Peter Greene) som lider av schizofreni. Filmen försöker ge en objektiv bild av sjukdomen och visa det dagliga helvete som Peter går igenom.
Filmen hade svensk premiär den 29 september 1995. Filmen har inte släppts på DVD i Sverige.